# Sara Lozoya Sevilla
Sara Lozoya Sevilla (Aranjuez, 6 de enero de 1996) es una ilustradora española.

## Trayectoria
Se graduó en 2018 en Diseño y Desarrollo de Videojuegos por la Universidad Rey Juan Carlos, donde obtuvo el premio al mejor expediente. Hasta 2020 trabajó como ilustradora, artista 3D y diseñadora de personajes en Freaklances Project y desde ese año trabaja como fondista y artista de color en Sunshine Animation Studio, donde ha participado en los tráileres de videojuegos como Blasphemous, Cris Tales o Temtem.
Como ilustradora ha trabajado con distintas editoriales; en 2019 ilustró las portadas de Mi primer amor y Seguimos siendo tú y yo de la saga Love Army, de Elsa M.R. (Montena). En 2020 ilustró el cuento Miedusita no puede dormir, de La ladrona de momentos (Editorial BABIDI-BÚ), y desde ese año participa en varias obras de la serie Elige tu propia aventura (Molino): El abominable hombre de las nieves (2020), Prisionero de las hormigas (2021) y La magia del unicornio (2022).
En 2021 ilustró Thanix229 y la battle royale final (Alfaguara), Kiss & Cry, de Andrea Tomé (La Galera), el clásico Ana de las tejas verdes de Lucy Maud Montgomery (Molino) y comenzó a colaborar en la serie Los Turboskaters (Bruño): La leyenda del robot asesino (2021), La leyenda del cementerio de Nigrum (2021) y La leyenda del videojuego Ferno 666 (2022). Además, publicó el manga Flashlight en el número 7 de la revista Planeta Manga. En 2022 ilustró Escuela de Villanos de Marta Álvarez (Destino) y Retorno a la Isla Blanca de Laura Gallego (SM), y diseñó el cartel de la 28ª edición del salón Manga Barcelona.